# Campionati del mondo di atletica leggera indoor 2012 - Staffetta 4×400 metri femminile
La staffetta 4×400 metri femminile si è disputata l'11 marzo 2012 presso l'Ataköy Athletics Arena di Istanbul e ha visto la partecipazione di sei squadre.

## Podio
| Pos.    | Nazionalità                                                                     | Prestazione |
| ------- | ------------------------------------------------------------------------------- | ----------- |
| Oro     | Regno Unito Shana Cox, Nicola Sanders, Christine Ohuruogu, Perri Shakes-Drayton | 3'28"76     |
| Argento | Stati Uniti Leslie Cole, Natasha Hastings, Jernail Hayes, Sanya Richards-Ross   | 3'28"79     |
| Bronzo  | Romania Angela Moroşanu, Alina Panainte, Adelina Pastor, Elena Mirela Lavric    | 3'33"41     |

## Situazione pre-gara

### Record
Prima di questa competizione, il record del mondo (RM) e il record dei campionati (RC) erano i seguenti.
| Record                | Prestazione | Atleta                                                                          | Data                                 | Competizione         |
| --------------------- | ----------- | ------------------------------------------------------------------------------- | ------------------------------------ | -------------------- |
| Record mondiale       | 3'23"37     | Russia Julija Guščina, Ol'ga Kotljarova, Ol'ga Zajceva, Olesja Krasnomovec      | 28 gennaio 2006 Glasgow, Regno Unito |                      |
| Record dei campionati | 3'23"88     | Russia Olesja Krasnomovec, Ol'ga Kotljarova, Tat'jana Levina, Natal'ja Nazarova | 7 marzo 2004 Budapest, Ungheria      | Mondiali indoor 2004 |

### Campionesse in carica
Le campionesse in carica, a livello mondiale e olimpico, erano:
| Campionesse | Atleta | Prestazione | Data                                 | Competizione         |
| ----------- | --- | ----------- | ------------------------------------ | -------------------- |
| Olimpiche   | Stati Uniti Mary Wineberg, Allyson Felix, Monique Henderson, Sanya Richards, Natasha Hastings*                     | 3'18"54     | 23 agosto 2008 Londra, Regno Unito   | Giochi olimpici 2008 |
| Mondiali    | Stati Uniti Sanya Richards-Ross, Allyson Felix, Jessica Beard, Francena McCorory, Natasha Hastings*, Keshia Baker* | 3'18"09     | 3 settembre 2011 Tegu, Corea del Sud | Mondiali 2011        |

## Risultati

### Finale
| Pos.    | Corsia | Nazione     | Atleti                                                                      | Tempo   | Note                                     |
| ------- | ------ | ----------- | --------------------------------------------------------------------------- | ------- | ---------------------------------------- |
| Oro     | 3      | Regno Unito | Shana Cox Nicola Sanders Christine Ohuruogu Perri Shakes-Drayton            | 3'28"76 | Miglior prestazione mondiale stagionale  |
| Argento | 5      | Stati Uniti | Leslie Cole Natasha Hastings Jernail Hayes Sanya Richards-Ross              | 3'28"79 | Miglior prestazione personale stagionale |
| 3       | 1      | Romania     | Angela Moroşanu Alina Panainte Adelina Pastor Elena Mirela Lavric           | 3'33"41 | Miglior prestazione personale stagionale |
| 4       | 2      | Bielorussia | Hanna Tashpulatava Yulyana Yushchanka Iryna Khliustava Sviatlana Usovich    | 3'33"73 | Miglior prestazione personale stagionale |
|         | 4      | Ucraina     | Yelizaveta Bryzhina Iuliia Olishevska Olha Zemlyak Nataliya Pyhyda          | dq      | R 163.3                                  |
|         | 6      | Russia      | Yuliya Gushchina Kseniya Ustalova Marina Karnaushchenko Aleksandra Fedoriva | dq      |                                          |